# Gobierno de la provincia de Catamarca
El Gobierno de la Provincia de Catamarca ejerce el gobierno y administración de ésta provincia argentina.
El Artículo 5.º de la Constitución de la Nación Argentina reza: «Cada provincia dictará para sí una Constitución bajo el sistema representativo republicano, de acuerdo con los principios, declaraciones y garantías de la Constitución Nacional; y que asegure su administración de justicia, su régimen municipal, y la educación primaria. Bajo de estas condiciones, el Gobierno federal, garante a cada provincia el goce y ejercicio de sus instituciones.» (Constitución de la Nación Argentina, Artículo 5.º).
La Constitución de la Provincia de Catamarca fue sancionada el 5 de septiembre de 1988.

## Poder Ejecutivo
«El Poder Ejecutivo de la Provincia será ejercido por un Gobernador o en su defecto por un Vicegobernador, elegido directamente por el pueblo de la Provincia.» (Constitución de la Provincia de Catamarca, Artículo 130).
«El Gobernador y el Vicegobernador durarán cuatro años en el ejercicio de sus funciones…» (Constitución de la Provincia de Catamarca, Artículo 132).

### Organización
- Gobernación[5]
  - Vicegobernación
    - Ministerio de Agricultura y Ganadería
    - Ministerio de Agua, Energía y Medioambiente
    - Ministerio de Ciencia e Innovación Tecnológica
    - Ministerio de Comunicación
    - Ministerio de Cultura y Turismo
    - Ministerio de Desarrollo Social y Deporte
    - Ministerio de Educación
    - Ministerio de Planificación y Modernización
    - Ministerio de Gobierno, Justicia y Derechos Humanos
    - Ministerio de Hacienda Pública
    - Ministerio de Industria, Comercio y Empleo
    - Ministerio de Infraestructura y Obras Públicas
    - Ministerio de Inversión y Desarrollo
    - Ministerio de Minería
    - Ministerio de Salud
    - Ministerio de Seguridad
    - Ministerio de Trabajo y Recursos Humanos
    - Ministerio de Vivienda y Urbanización

## Poder Legislativo
«El Poder Legislativo será ejercido por dos Cámaras, una de Diputados y otra de Senadores, elegidos directamente por el pueblo, con arreglo a las prescripciones de esta Constitución y a la ley de la materia.» (Constitución de la Provincia de Catamarca, Artículo 71).

## Poder Judicial
«El Poder Judicial de la Provincia es ejercido por una Corte de Justicia integrada por tres o más miembros y por los demás tribunales y juzgados inferiores que la ley establezca, fijándole su jurisdicción y competencia.» (Constitución de la Provincia de Catamarca, Artículo 195).